# 9830 Franciswasiak
A 9830 Franciswasiak (ideiglenes jelöléssel (9830) 1978 VE11) a Naprendszer kisbolygóövében található aszteroida. Eleanor F. Helin és Schelte J. Bus fedezte fel 1978. november 7-én.